# Щаново (Вологодская область)
Ща́ново — упразднённая деревня в Вашкинском районе Вологодской области. Входила в состав Киснемского сельского поселения, с точки зрения административно-территориального деления — в Киснемский сельсовет. Исключена из учётных данных в 2024 году.

## География
Деревня Щаново расположена в 6 км севернее Белого озера. Местность болотистая, средняя высота 60 м.
Расстояние по автодороге до районного центра Липина Бора — 29,5 км, до центра муниципального образования села Троицкое — 5,5 км. Ближайшие населённые пункты — деревня Тушная Гора в 1,5 км к северо-западу и деревня Петухово в 2 км к востоку. В 1,5 км юго-восточнее Щаново находилась деревня Панютино (ныне урочище Панютино).

## История
Время появления деревни не задокументировано, хотя археологические данные свидетельствуют, что люди здесь жили ещё до прихода Синеуса на Белое озеро. Также нет доказательств связи названия деревни с аналогичными топонимами в Польше (Щаново) и Болгарии.
Впервые деревня упоминается в 1626 году. В конце XVI века Щаново — вотчинная деревня Кирилло-Белоозерского монастыря.
В конце XIX века деревня вошла в состав Кирилловского уезда Новгородской губернии. После ряда административных преобразований 1920—1930-х годов — в Вашкинском районе Вологодской области, в Киснемском сельсовете. С момента создания Киснемского сельского поселения деревня Щаново входит в его состав.

## Население
| 2010 |
| ---- |
| 0    |

Население Щаново всегда было невелико. В конце XVII века налоги собирались с двух дворов, в 1979 году в деревне насчитывалось 6 жителей. По данным переписи в 2002 году постоянного населения не было.

## Фамилия
Данный топоним рожден патронимом «Щан — Щанов», скандинавского происхождения. Род Щановых с Белозерья расселился в XVII-XIX веках на востоке Вологодчины, Пензенской и Владимирской губерниях, в городе Санкт-Петербург. Самый известный из них Александр Иванович Щанов, выдающийся футболист и тренер.

## Транспорт
Через Щаново проходит местная автодорога, связывающая деревни Москвино и Малеево.